# Плещеевка (Пензенская область)
Плещеевка — село в Колышлейском районе Пензенской области, административный центр Плещеевского сельсовета.

## География
Село расположено на берегу реки Колышлей в 11 км на юго-запад от районного центра посёлка Колышлей.

## История
Основано в 1710 г. помещиком И.М. Плещеевым, который перевел сюда крестьян из Нижегородского уезда, в 1717 г. деревня (или ее часть) показана за Петром Вердеревским. Летом 1717 г. разорена во время «кубанского погрома», о чем свидетельствует ревизская сказка 36-летней вдовы Дарьи Лазоревой, составленной в 1718 г.: ее мужа Кирея, сказала вдова, взяли в полон кубанские татары в 1717 г. «в Пензенском уезде в деревне Колышлее», от помещика Петра Григорьевича Вердеревского, и она – крестьянка этого Вердеревского – «от кубанского разорения» живет уже два года в Пешей слободе г. Пензы в бобылях. В 1747 г. – д. Плещеевка, Колышлей тож, Завального стана Пензенского уезда Алексея Петровича Вердеревского, 116 ревизских душ, часть которых – приданное его жены Натальи Ивановны Плещеевой. 
С 1780 г. — в составе Сердобского уезда Саратовской губернии. В 1795 г. – село Плещеевка статского советника Алексея Алексеевича Вердеревского и гвардии прапорщика Андрея Александровича Чихачева, 96 дворов, 448 ревизских душ. В 1828 г. в сельце Плещеевке пять помещиков, пашни – 2285 десятин, сена – 631, всех угодий – 3523 дес. вдоль левого берега р. Колышлей, два дома господских деревянных – князя Безалдеева (21 д.м.п.) и Варвары Ивановны Пановой, у нее – 22 д.м.п. Во второй половине 19 в. показано три помещика и, соответственно, 3 крестьянских общества. После отмены крепостного права крестьяне двух обществ выкупили землю в собственность, а третьего – еще раньше перешли в категорию государственных крестьян. В 1877 г. — в составе Давыдовской волости Сердобского уезда Саратовской губернии, 142 двора, лавка, ветряная мельница. В 1911 г. – 117 дворов, работало земское одноклассное училище (в 1916 г. – 132 ученика и 2 учителя).
С 1928 года село являлось центром сельсовета Колышлейского района Балашовского округа Нижне-Волжского края (с 1939 года — в составе Пензенской области). В 1955 г. – центральная усадьба колхоза «Победа». В 1959 г. — в составе Жмакинского сельсовета. В 1980-е гг. — центр Плещеевского сельсовета, центральная усадьба колхоза «Советская Россия». В 1997 г. – центральная усадьба ассоциации крестьянских хозяйств «Плещеевский».
До 2011 года в селе действовала основная общеобразовательная школа.

## Население
| 1747  | 1795 | 1859 | 1877 | 1897 | 1911  | 1926  |
| ----- | ---- | ---- | ---- | ---- | ----- | ----- |
| 232   | ↗896 | ↗933 | ↘899 | ↗922 | ↗1184 | ↗1391 |
| 1939  | 1959 | 1979 | 1989 | 1996 | 2002  | 2010  |
| ↘1120 | ↘464 | ↘459 | ↗516 | ↗641 | ↘566  | ↘484  |

### Известные жители
В Плещеевке родились:
- Глазов, Александр Никитович (1918—1997) — металлург, лауреат Государственной премии РФ (1995).
- Савин, Илья Михайлович (1897—1959) — командир дивизии в Великой Отечественной и советско-японской войнах, генерал-майор (1945).

## Инфраструктура
В селе имеются фельдшерско-акушерский пункт, отделение почтовой связи.